# Maria Venäläinen
Maria Tellervo Venäläinen, gift Ollson, född 10 maj 1962, är en svensk tidigare landslagsspelare i handboll.

## Klubblagskarriär
Maria Venäläinen spelade hela sin elitkarriär från 1979 till 1987 för Irsta HF. Största framgången med klubblaget var SM-guldet 1986 med Irsta HF.

## Landslagskarriär
Venäläinen spelade sex ungdomslandskamper i U 17-18 laget 1979-1980 och gjorde 4 mål i laget. Sverige vann alla sex landskamperna. Året efter debuterade hon i A-landslaget där hon spelade 33 matcher och gjorde 22 mål 1981–1987. Hon debuterade i landslaget den 11 april 1981 mot Bulgarien i en förlustmatch 14-20. Hon spelade B-VM 1985 då Sverige degraderades till C-VM. Hon spelade sedan C-VM 1986 innan hon avslutade landslagskarriären mot Sydkorea i en dubbellandskamp i november 1987. Sverige förlorade båda dessa matcherna.